# Take Me to Your Leader (chanson)
Pour les articles homonymes, voir Take Me to Your Leader.
Singles de Incubus
- A Certain Shade of Green
(1997)
Take Me To Your Leader est le premier single du groupe américain Incubus, extrait de leur premier album Fungus Amongus. 
Très représentatif du genre « funk metal » auquel s'apparentait le groupe à ses débuts, ce single sera, tout comme les premiers travaux du groupe, assez mal reçu par la critique, ne passant que d'une façon très anodine auprès du public.
Le clip rend hommage au film botswanais et sud-américain sorti en 1980 : Les Dieux sont tombés sur la tête.